# Gypsy (musical)
Gypsy: A Musical Fable es un musical con libreto de Arthur Laurents, música de Jule Styne y letras de Stephen Sondheim, basado libremente en las memorias de la artista de burlesque Gypsy Rose Lee. Su trama central gira en torno al personaje de Rose, la madre de Gypsy, una mujer implacable que busca convertir a sus hijas en estrellas del vodevil a cualquier precio.
La producción original de Broadway se estrenó en 1959, con Ethel Merman al frente del reparto, y fue nominada a ocho premios Tony. Desde entonces, el espectáculo ha podido verse en numerosas ocasiones a lo largo de todo el mundo y está considerado como uno de los mayores exponentes del teatro musical estadounidense de mediados del siglo XX. Entre sus famosas canciones destacan «Everything's Coming Up Roses», «Rose's Turn», «Small World», «Together, Wherever We Go», «You Gotta Get a Gimmick» y «Let Me Entertain You», que han alcanzado el estatus de clásicos y han sido versionadas por múltiples intérpretes. En 1962 fue llevado a la gran pantalla bajo la dirección de Mervyn LeRoy.

## Argumento

### Acto I
Seattle, 1925. Rose Hovick intenta lanzar las carreras de sus hijas June y Louise en el difícil mundo del vodevil. Manipuladora y dominante, Rose es el arquetipo de madre de artista y ejerce una gran presión sobre las niñas. Pero mientras que June desborda seguridad y talento, Louise no se siente cómoda actuando. El número de las hermanas incluye una canción, «May We Entertain You», donde June es la estrella principal y Louise permanece siempre en segundo plano. Rose tiene grandes sueños para sus hijas y decide probar suerte en Los Ángeles, aunque antes necesita reunir algo de dinero. Cuando su escéptico padre se niega a prestárselo, Rose le roba una placa de oro macizo y escapa con las niñas («Some People»). En Los Ángeles conocen por casualidad a Herbie, un representante de artistas retirado a quien Rose persuade para que lleve la carrera de sus hijas («Small World»). Con la ayuda de Herbie, Rose logra que el nuevo número de June y Louise sea programado en teatros de primer nivel («Baby June and Her Newsboys»).
Las niñas se hacen mayores a la par que el negocio del vodevil entra en decadencia debido a la Gran Depresión. Un día, mientras celebran el cumpleaños de Louise en Akron, Herbie llega con buenas noticias: ha conseguido un contrato con el Sr. Goldstone del prestigioso circuito Orpheum («Mr. Goldstone, I Love You»). A solas, Louise se lamenta porque no quiere seguir comportándose como una niña pequeña («Little Lamb»).
En Nueva York, antes de una audición con el empresario T. T. Grantziger, Rose y Herbie discuten ya que ella ha ignorado su propuesta de matrimonio durante años. Una vez más, Rose se sale con la suya y consigue que Herbie permanezca a su lado («You'll Never Get Away From Me»). La audición tiene lugar («Dainty June and Her Farmboys»/«Broadway») y Grantziger se ofrece a tomar a June bajo su protección. Sin embargo, Rose rechaza la oferta porque el empresario exige que ella se mantenga al margen. Louise y June fantasean con la idea de que su madre se case y así puedan llevar una vida normal («If Momma Was Married»).
La compañía continúa recorriendo Estados Unidos y recala en Búfalo. Uno de los bailarines, Tulsa, confiesa a Louise que está ensayando un número en secreto y ella imagina que los dos actúan juntos («All I Need Is the Girl»). Algún tiempo después, cuando el grupo se dispone a coger un tren en Omaha, Rose descubre que June y Tulsa se han fugado para formar su propia pareja de baile dejando a todos en la estacada. Herbie ruega a Rose que se case con él y abandonen definitivamente el mundo del espectáculo, pero ella proclama que a partir de ahora va a centrar sus esfuerzos en convertir a Louise en una estrella («Everything's Coming Up Roses»).

### Acto II
Rose idea un nuevo número para el lucimiento de Louise con una formación solo de chicas. La troupe acampa en Texas y ensaya su actuación, aunque es evidente que Louise no posee el talento de su hermana («Madame Rose's Toreadorables»). Rose intenta levantar el ánimo afirmando que juntos lograrán salir adelante («Together, Wherever We Go»).
La suerte del grupo parece cambiar cuando Herbie consigue un contrato de dos semanas en un teatro de Wichita. Sin embargo, su entusiasmo pronto desaparece al descubrir que se trata de un local de burlesque. Rose no quiere saber nada de un establecimiento de esas características, pero Louise insiste en que deben aceptar el trabajo porque no les quedan muchas más opciones. Viendo que la industria del vodevil está acabada, Rose accede a casarse con Herbie una vez finalizado el compromiso con el teatro. Louise conoce a Tessie Tura, Mazeppa y Electra, tres strippers veteranas que le enseñan que para dedicarse al burlesque en realidad no necesitas talento, basta con ofrecer algo que te diferencie del resto («You Gotta Get a Gimmick»).
El último día en Wichita, la stripper principal del teatro es arrestada y Rose propone que sea Louise quien la sustituya. Decepcionado por la falta de escrúpulos de Rose, Herbie rompe con ella y se marcha para siempre («Small World (Reprise)»). Rose empuja a su hija al escenario y le dice que no tiene que desnudarse, simplemente caminar de forma elegante y enseñar lo mínimo. Louise interpreta el número que solía hacer su hermana y logra salir airosa a pesar de su timidez. Poco a poco va adquiriendo seguridad y averigua que se le da muy bien interactuar con el público. Bajo el nombre Gypsy Rose Lee, la joven recorre los mejores teatros de burlesque del país y se convierte en una gran estrella («Let Me Entertain You»).
Rose visita a Louise en su camerino. Ahora rica y sofisticada, la joven ya no necesita a su madre y las dos discuten amargamente. A solas, una delirante Rose actúa frente a un público imaginario y se lamenta porque en otras circunstancias ella misma podría haber alcanzado el éxito («Rose's Turn»). Louise, que lo ha presenciado todo, aplaude a su madre y juntas se marchan hacia una posible reconciliación.

## Producciones

### Broadway
| Producción | Teatro                | Fecha de estreno         | Fecha de cierre      | Funciones | Dirección       |
| #1         | Broadway Theatre      | 21 de mayo de 1959       | 9 de julio de 1960   | 702       | Jerome Robbins  |
| #1         | Imperial Theatre      | 15 de agosto de 1960     | 25 de marzo de 1961  | 702       | Jerome Robbins  |
| #2         | Winter Garden Theatre | 23 de septiembre de 1974 | 4 de enero de 1975   | 120       | Arthur Laurents |
| #3         | St. James Theatre     | 16 de noviembre de 1989  | 6 de enero de 1991   | 581       | Arthur Laurents |
| #3         | Marquis Theatre       | 28 de abril de 1991      | 28 de julio de 1991  | 581       | Arthur Laurents |
| #4         | Shubert Theatre       | 1 de mayo de 2003        | 30 de mayo de 2004   | 451       | Sam Mendes      |
| #5         | St. James Theatre     | 27 de marzo de 2008      | 11 de enero de 2009  | 332       | Arthur Laurents |
| #6         | Majestic Theatre      | 19 de diciembre de 2024  | 17 de agosto de 2025 | 261       | George C. Wolfe |

### West End
| Producción | Teatro             | Fecha de estreno    | Fecha de cierre         | Dirección       |
| #1         | Piccadilly Theatre | 29 de mayo de 1973  | 2 de marzo de 1974      | Arthur Laurents |
| #2         | Savoy Theatre      | 15 de abril de 2015 | 28 de noviembre de 2015 | Jonathan Kent   |

### España
| Producción | Producción | Teatro          | Fecha de estreno      | Fecha de cierre     | Dirección        |
| #1         | Málaga     | Teatro del Soho | 17 de octubre de 2024 | 12 de enero de 2025 | Antonio Banderas |
| #1         | Madrid     | Teatro Apolo    | 12 de febrero de 2025 | 25 de mayo de 2025  | Antonio Banderas |

### Otras producciones
Gypsy se ha representado en países como Alemania, Argentina, Australia, Brasil, Canadá, España, Estados Unidos, Estonia, Italia, Japón, México, Países Bajos, Reino Unido, República Checa o Sudáfrica, y ha sido traducido a multitud de idiomas.

## Adaptaciones
En 1962, Gypsy dio el salto a la gran pantalla bajo la dirección de Mervyn LeRoy, con Rosalind Russell, Natalie Wood y Karl Malden en los papeles principales. Una segunda película, esta vez para la televisión, vio la luz en 1993, protagonizada por Bette Midler, Cynthia Gibb y Peter Riegert.

## Números musicales
| Acto I - «Overture» - «May We Entertain You» - «Some People» - «Some People (Reprise)» - «Small World» - «Baby June and Her Newsboys» - «Mr. Goldstone, I Love You» - «Little Lamb» - «You'll Never Get Away From Me» - «Dainty June and Her Farmboys» - «Broadway» - «If Momma Was Married» - «All I Need Is the Girl» - «Everything's Coming Up Roses» | Acto II - «Entr'acte» - «Madame Rose's Toreadorables» - «Together, Wherever We Go» - «You Gotta Get a Gimmick» - «Small World (Reprise)» - «Let Me Entertain You» - «Rose's Turn» - «Finale» |

## Repartos originales

### Broadway/West End
| Personaje   | Broadway (1959) | West End (1973) | Broadway (1974)    | Broadway (1989) | Broadway (2003)   | Broadway (2008)  | West End (2015)    | Broadway (2024)  |
| Rose        | Ethel Merman    | Angela Lansbury | Angela Lansbury    | Tyne Daly       | Bernadette Peters | Patti LuPone     | Imelda Staunton    | Audra McDonald   |
| Louise      | Sandra Church   | Zan Charisse    | Zan Charisse       | Crista Moore    | Tammy Blanchard   | Laura Benanti    | Lara Pulver        | Joy Woods        |
| Herbie      | Jack Klugman    | Barrie Ingham   | Rex Robbins        | Jonathan Hadary | John Dossett      | Boyd Gaines      | Peter Davison      | Danny Burstein   |
| June        | Lane Bradbury   | Debbie Bowen    | Maureen Moore      | Tracy Venner    | Kate Reinders     | Leigh Ann Larkin | Gemma Sutton       | Jordan Tyson     |
| Tulsa       | Paul Wallace    | Andrew Norman   | John Sheridan      | Robert Lambert  | David Burtka      | Tony Yazbeck     | Dan Burton         | Kevin Csolak     |
| Tessie Tura | Maria Karnilova | Valerie Walsh   | Mary Louise Wilson | Barbara Erwin   | Heather Lee       | Alison Fraser    | Anita Louise Combe | Lesli Margherita |
| Mazeppa     | Faith Dane      | Kelly Wilson    | Gloria Rossi       | Jana Robbins    | Kate Buddeke      | Lenora Nemetz    | Louise Gold        | Lili Thomas      |
| Electra     | Chotzi Foley    | Judy Cannon     | Sally Cooke        | Anna McNeely    | Julie Halston     | Marilyn Caskey   | Julie Legrand      | Mylinda Hull     |

### España/América Latina
| Personaje   | México (1977)      | Argentina (1992)   | México (1998)    | España (2024)   |
| Rose        | Marga López        | Mabel Manzotti     | Silvia Pinal     | Marta Ribera    |
| Louise      | Claudia Islas      | Sandra Guida       | Alejandra Guzmán | Lydia Fairén    |
| Herbie      | Raúl Ramírez       | Luis Medina Castro | Claudio Báez     | Carlos Seguí    |
| June        | Xóchitl Vigil      | Eleonora Wexler    | Maru Dueñas      | Laia Prats      |
| Tulsa       | Guillermo Méndez   | Gustavo Zajac      | Elias Ajit       | Aaron Cobos     |
| Tessie Tura | Amparito Arozamena | Ámbar La Fox       | Malu Reyes       | Carmen Conesa   |
| Mazeppa     | Liz Dior           | Kristin Philbrook  | Alejandra Espejo | Marta Valverde  |
| Electra     | Luz Elena Silva    | Adriana Chiesa     | Mariana Maesse   | Lorena Calero * |

* En un principio estaba previsto que Sonia Gascón interpretase a Electra en la producción española, pero debido a su embarazo finalmente fue Lorena Calero quien estrenó el personaje.
Reemplazos destacados en la producción mexicana de 1998
- Louise: Irán Castillo
- June: Lolita Cortés

### Adaptaciones
| Personaje   | Película (1962)  | Película (1993)    |
| Rose        | Rosalind Russell | Bette Midler       |
| Louise      | Natalie Wood     | Cynthia Gibb       |
| Herbie      | Karl Malden      | Peter Riegert      |
| June        | Ann Jillian      | Jennifer Rae Beck  |
| Tulsa       | Paul Wallace     | Jeffrey Broadhurst |
| Tessie Tura | Betty Bruce      | Christine Ebersole |
| Mazeppa     | Faith Dane       | Linda Hart         |
| Electra     | Roxanne Arlen    | Anna McNeely       |

## Grabaciones
Existen varios álbumes interpretados en sus respectivos idiomas por los elencos de las diferentes producciones que se han estrenado a lo largo de todo el mundo. Además, también está disponible en DVD y Blu-ray una grabación en vídeo del revival londinense de 2015 que fue filmada en directo sobre el escenario del Savoy Theatre para su posterior emisión en la BBC.

## Premios y nominaciones

### Producción original de Broadway
| Año  | Premio       | Categoría                             | Nominado                      | Resultado |
| ---- | ------------ | ------------------------------------- | ----------------------------- | --------- |
| 1960 | Tony Award   | Mejor musical                         | Mejor musical                 | Nominado  |
| 1960 | Tony Award   | Mejor actriz principal en un musical  | Ethel Merman                  | Nominada  |
| 1960 | Tony Award   | Mejor actor de reparto en un musical  | Jack Klugman                  | Nominado  |
| 1960 | Tony Award   | Mejor actriz de reparto en un musical | Sandra Church                 | Nominada  |
| 1960 | Tony Award   | Mejor dirección en un musical         | Jerome Robbins                | Nominado  |
| 1960 | Tony Award   | Mejor dirección musical               | Milton Rosenstock             | Nominado  |
| 1960 | Tony Award   | Mejor diseño de escenografía          | Jo Mielziner                  | Nominado  |
| 1960 | Tony Award   | Mejor diseño de vestuario             | Raoul Pène Du Bois            | Nominado  |
| 1960 | Grammy Award | Mejor álbum de teatro musical         | Mejor álbum de teatro musical | Ganador   |

### Producción de Broadway de 1974
| Año  | Premio           | Categoría                             | Nominado        | Resultado |
| ---- | ---------------- | ------------------------------------- | --------------- | --------- |
| 1975 | Tony Award       | Mejor actriz principal en un musical  | Angela Lansbury | Ganadora  |
| 1975 | Tony Award       | Mejor actriz de reparto en un musical | Zan Charisse    | Nominada  |
| 1975 | Tony Award       | Mejor dirección en un musical         | Arthur Laurents | Nominado  |
| 1975 | Drama Desk Award | Mejor actriz en un musical            | Angela Lansbury | Ganadora  |
| 1975 | Drama Desk Award | Mejor actriz de reparto en un musical | Bonnie Langford | Nominada  |
| 1975 | Drama Desk Award | Mejor dirección en un musical         | Arthur Laurents | Ganador   |

### Producción de Broadway de 1989
| Año  | Premio           | Categoría                             | Nominado                      | Resultado |
| ---- | ---------------- | ------------------------------------- | ----------------------------- | --------- |
| 1990 | Tony Award       | Mejor revival                         | Mejor revival                 | Ganador   |
| 1990 | Tony Award       | Mejor actriz principal en un musical  | Tyne Daly                     | Ganadora  |
| 1990 | Tony Award       | Mejor actor de reparto en un musical  | Jonathan Hadary               | Nominado  |
| 1990 | Tony Award       | Mejor actriz de reparto en un musical | Crista Moore                  | Nominada  |
| 1990 | Drama Desk Award | Mejor revival de un musical           | Mejor revival de un musical   | Ganador   |
| 1990 | Drama Desk Award | Mejor actriz en un musical            | Tyne Daly                     | Ganadora  |
| 1990 | Drama Desk Award | Mejor actor de reparto en un musical  | Jonathan Hadary               | Nominado  |
| 1990 | Drama Desk Award | Mejor actriz de reparto en un musical | Crista Moore                  | Nominada  |
| 1991 | Grammy Award     | Mejor álbum de teatro musical         | Mejor álbum de teatro musical | Nominado  |

### Producción de Broadway de 2003
| Año  | Premio              | Categoría                             | Nominado                      | Resultado |
| ---- | ------------------- | ------------------------------------- | ----------------------------- | --------- |
| 2003 | Tony Award          | Mejor revival de un musical           | Mejor revival de un musical   | Nominado  |
| 2003 | Tony Award          | Mejor actriz principal en un musical  | Bernadette Peters             | Nominada  |
| 2003 | Tony Award          | Mejor actor de reparto en un musical  | John Dossett                  | Nominado  |
| 2003 | Tony Award          | Mejor actriz de reparto en un musical | Tammy Blanchard               | Nominada  |
| 2003 | Drama Desk Award    | Mejor revival de un musical           | Mejor revival de un musical   | Nominado  |
| 2003 | Drama Desk Award    | Mejor actriz en un musical            | Bernadette Peters             | Nominada  |
| 2003 | Drama Desk Award    | Mejor actor de reparto en un musical  | John Dossett                  | Nominado  |
| 2003 | Theatre World Award | Theatre World Award                   | Tammy Blanchard               | Ganadora  |
| 2004 | Grammy Award        | Mejor álbum de teatro musical         | Mejor álbum de teatro musical | Ganador   |

### Producción de Broadway de 2008
| Año  | Premio                     | Categoría                             | Nominado                      | Resultado |
| ---- | -------------------------- | ------------------------------------- | ----------------------------- | --------- |
| 2008 | Tony Award                 | Mejor revival de un musical           | Mejor revival de un musical   | Nominado  |
| 2008 | Tony Award                 | Mejor actriz principal en un musical  | Patti LuPone                  | Ganadora  |
| 2008 | Tony Award                 | Mejor actor de reparto en un musical  | Boyd Gaines                   | Ganador   |
| 2008 | Tony Award                 | Mejor actriz de reparto en un musical | Laura Benanti                 | Ganadora  |
| 2008 | Tony Award                 | Mejor dirección en un musical         | Arthur Laurents               | Nominado  |
| 2008 | Tony Award                 | Mejor diseño de vestuario             | Martin Pakledinaz             | Nominado  |
| 2008 | Tony Award                 | Mejor diseño de sonido                | Dan Moses Schreier            | Nominado  |
| 2008 | Drama Desk Award           | Mejor revival de un musical           | Mejor revival de un musical   | Nominado  |
| 2008 | Drama Desk Award           | Mejor actriz en un musical            | Patti LuPone                  | Ganadora  |
| 2008 | Drama Desk Award           | Mejor actor de reparto en un musical  | Boyd Gaines                   | Ganador   |
| 2008 | Drama Desk Award           | Mejor actriz de reparto en un musical | Laura Benanti                 | Ganadora  |
| 2008 | Outer Critics Circle Award | Mejor revival de un musical           | Mejor revival de un musical   | Nominado  |
| 2008 | Outer Critics Circle Award | Mejor dirección en un musical         | Arthur Laurents               | Nominado  |
| 2008 | Outer Critics Circle Award | Mejor actor en un musical             | Boyd Gaines                   | Nominado  |
| 2008 | Outer Critics Circle Award | Mejor actriz en un musical            | Patti LuPone                  | Ganadora  |
| 2008 | Outer Critics Circle Award | Mejor actor de reparto en un musical  | Tony Yazbeck                  | Nominado  |
| 2008 | Outer Critics Circle Award | Mejor actriz de reparto en un musical | Laura Benanti                 | Ganadora  |
| 2008 | Grammy Award               | Mejor álbum de teatro musical         | Mejor álbum de teatro musical | Nominado  |

### Producción del West End de 2015
| Año  | Premio                         | Categoría                             | Nominado                    | Resultado |
| ---- | ------------------------------ | ------------------------------------- | --------------------------- | --------- |
| 2016 | Olivier Award                  | Mejor revival de un musical           | Mejor revival de un musical | Ganador   |
| 2016 | Olivier Award                  | Mejor actriz en un musical            | Imelda Staunton             | Ganadora  |
| 2016 | Olivier Award                  | Mejor actriz de reparto en un musical | Lara Pulver                 | Ganadora  |
| 2016 | Olivier Award                  | Mejor actor de reparto en un musical  | Peter Davison               | Nominado  |
| 2016 | Olivier Award                  | Mejor actor de reparto en un musical  | Dan Burton                  | Nominado  |
| 2016 | Olivier Award                  | Mejor dirección                       | Jonathan Kent               | Nominado  |
| 2016 | Olivier Award                  | Mejor diseño de iluminación           | Mark Henderson              | Ganador   |
| 2016 | Olivier Award                  | Mejor coreografía                     | Stephen Mear                | Nominado  |
| 2016 | UK Theatre Awards              | Mejor producción musical              | Mejor producción musical    | Ganador   |
| 2016 | UK Theatre Awards              | Mejor intérprete en un musical        | Imelda Staunton             | Ganadora  |
| 2016 | Evening Standard Theatre Award | Mejor intérprete en un musical        | Imelda Staunton             | Ganadora  |

### Producción española de 2024
| Año  | Premio       | Categoría                                 | Nominado                            | Resultado |
| ---- | ------------ | ----------------------------------------- | ----------------------------------- | --------- |
| 2025 | Premio Talía | Mejor espectáculo de teatro musical       | Mejor espectáculo de teatro musical | Ganador   |
| 2025 | Premio Talía | Mejor actriz de teatro musical            | Marta Ribera                        | Ganadora  |
| 2025 | Premio Talía | Mejor actor de teatro musical             | Aaron Cobos                         | Ganador   |
| 2025 | Premio Talía | Mejor dirección musical de teatro musical | Arturo Díez Boscovich               | Ganador   |

### Producción de Broadway de 2024
| Año  | Premio                     | Categoría                                 | Nominado                    | Resultado |
| ---- | -------------------------- | ----------------------------------------- | --------------------------- | --------- |
| 2025 | Drama Desk Award           | Mejor revival de un musical               | Mejor revival de un musical | Ganador   |
| 2025 | Drama Desk Award           | Mejor intérprete principal en un musical  | Audra McDonald              | Ganadora  |
| 2025 | Drama Desk Award           | Mejor intérprete de reparto en un musical | Lesli Margherita            | Nominada  |
| 2025 | Drama Desk Award           | Mejor dirección en un musical             | George C. Wolfe             | Nominado  |
| 2025 | Drama Desk Award           | Mejor coreografía                         | Camille A. Brown            | Nominada  |
| 2025 | Drama Desk Award           | Mejor diseño de vestuario en un musical   | Toni-Leslie James           | Nominada  |
| 2025 | Drama Desk Award           | Mejor diseño de sonido en un musical      | Scott Lehrer                | Nominado  |
| 2025 | Drama League Award         | Mejor revival de un musical               | Mejor revival de un musical | Nominado  |
| 2025 | Drama League Award         | Mejor dirección en un musical             | George C. Wolfe             | Nominado  |
| 2025 | Drama League Award         | Mejor intérprete                          | Joy Woods                   | Nominada  |
| 2025 | Outer Critics Circle Award | Mejor revival de un musical               | Mejor revival de un musical | Nominado  |
| 2025 | Outer Critics Circle Award | Mejor intérprete principal en un musical  | Audra McDonald              | Nominada  |
| 2025 | Outer Critics Circle Award | Mejor intérprete de reparto en un musical | Danny Burstein              | Nominado  |
| 2025 | Tony Award                 | Mejor revival de un musical               | Mejor revival de un musical | Nominado  |
| 2025 | Tony Award                 | Mejor actriz principal en un musical      | Audra McDonald              | Nominada  |
| 2025 | Tony Award                 | Mejor actriz de reparto en un musical     | Joy Woods                   | Nominada  |
| 2025 | Tony Award                 | Mejor actor de reparto en un musical      | Danny Burstein              | Nominado  |
| 2025 | Tony Award                 | Mejor coreografía                         | Camille A. Brown            | Nominada  |